# Fritz Heider
Fritz Heider (né à Vienne le 19 février 1896 et mort à Lawrence au Kansas le 2 janvier 1988) est un psychologue et professeur d'université en psychologie américain d'origine autrichienne

## Biographie
Étudiant à l'université de Graz, d'abord en architecture et en droit, il passe à la psychologie et à la philosophie. Remarqué très tôt pour son talent, il obtient son doctorat en 1920, sous la direction d'Alexius Meinong, pour une thèse sur le problème de la causalité. Dès 1921, il s'installe à Munich, et ensuite à Berlin, pour pouvoir travailler avec Max Wertheimer. En 1927, il devient assistant de William Stern à Hambourg. En 1930, il émigre aux États-Unis, collabore avec Kurt Koffka, enseigne à la Clarke School for the Deaf et à Smith College avant de devenir professeur à l'université du Kansas en 1947. Son approche s'inscrit dans la démarche de la psychologie de la forme. Il a mené des recherches sur l'attribution causale et sur les relations interpersonnelles. 
Son ouvrage le plus connu est The Psychology of Interpersonal Relations en 1958. Il publie une autobiographie en 1983.
Son essai Ding und Medium est aujourd'hui considéré comme un des textes fondateurs d'une théorie des médias élargie, qui tient compte des milieux sensoriels (air, eau, électricité etc.)[réf. souhaitée]

## Ouvrages
- The Psychology of Interpersonal Relations, 1958
- Ding und Medium [1926], Kulturverlag Kadmos, Berlin, 2005
- Chose et médium, introduction, traduction et notes Emmanuel Alloa, Paris, Vrin, 2017